# Saulx-les-Chartreux
Saulx-les-Chartreux is een gemeente in het Franse departement Essonne (regio Île-de-France) en telt 4871 inwoners (2005). De plaats maakt deel uit van het arrondissement Palaiseau en ligt aan de RNIL 20.

## Geografie
De oppervlakte van Saulx-les-Chartreux bedraagt 7,7 km², de bevolkingsdichtheid is 861,8 inwoners per km².
De onderstaande kaart toont de ligging van Saulx-les-Chartreux met de belangrijkste infrastructuur en aangrenzende gemeenten.

## Demografie
Onderstaande figuur toont het verloop van het inwonertal (bron: INSEE-tellingen).